# Mubariz Taghiyev
Mubariz Taghiyev (en azéri : Mübariz Hüseyn oğlu Tağıyev ; né le 31 janvier 1948 à Erevan) est un chanteur pop soviétique et azerbaïdjanais. Artiste du peuple d'Azerbaïdjan (2006).

## Biographie
Mubariz Huseyn oghlu Taghiyev est né en Arménie. Le père de M.Taghiyev était joueur de kemantcha et sa mère était journaliste.
En 1972, lui et sa famille s'installent à Bakou.
Après avoir obtenu son diplôme d'études secondaires, il entre à l'Institut pédagogique à Erevan. Dans son interview à l’agence Azertadj il se rappelle : « Quand j'étais en troisième année, un concours de musique pour jeunes talents a eu lieu en Arménie. Le président du concours était le directeur de l'orchestre pop arménien, Konstantin Orbelyan, qui avait passé sa jeunesse à Bakou. Franchement, je connaissais parfaitement la langue arménienne et je chantais leurs chansons mieux qu'eux-mêmes. Je suis devenu le gagnant du concours...». 
Plus tard, il travaille comme soliste au Théâtre de la Chanson de Bakou sous la direction de Rachid Behboudov. Depuis 1985, il travaille comme soliste de l'orchestre symphonique d'Estrade sous la direction de Rafiq Babayev au Comité national de la télévision et de la radio d'Azerbaïdjan.
En 2000, Mubariz Taghiyev reçoit le titre d'Artiste émérite d'Azerbaïdjan et en 2006, le titre d'Artiste du peuple d'Azerbaïdjan. Dès 2012, Taghiyev reçoit une pension personnelle du président de l'Azerbaïdjan pour sa contribution au développement de la culture azerbaïdjanaise.Mubariz Tagiyev interprète des chansons dans les genres jazz, rock et pop.